# تيموثي سيلفستر هوغن (محامي)
تيموثي سيلفستر هوغن (بالإنجليزية: Timothy Sylvester Hogan)‏ هو محامي أمريكي، ولد في 11 يونيو 1864 في مقاطعة جاكسون في الولايات المتحدة، وتوفي في 8 ديسمبر 1926 في كولومبوس في الولايات المتحدة بسبب فقر الدم الخبيث.